# Contingent negative variation
Contingent negative variation (afgekort CNV) is een langzame negatieve golf in de event-related potential (ERP) die optreedt tussen een waarschuwingssignaal (S1) en een reactiesignaal (S2). Hij is in 1964 ontdekt door de Engelse neuroloog W. Grey Walter. Aanvankelijk meende men dat de CNV te maken had met preparatie op of anticipatie van een toekomstige gebeurtenis. Het was alsof het brein zich 'oplaadde' voor wat komen ging. 

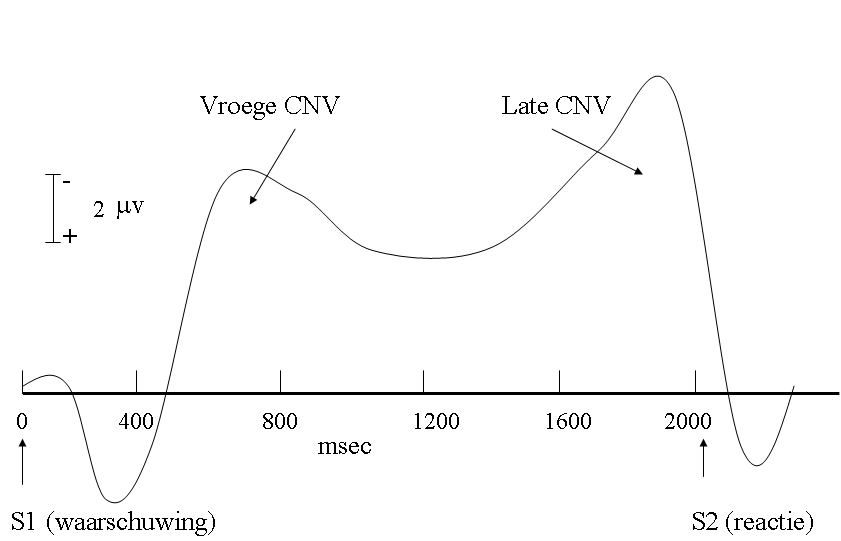
Voorbeeld van CNV met vroege en late golf

Later ontdekte men dat de CNV eigenlijk een samensmelting was van twee subcomponenten: een vroege CNV die een oriëntatie van de hersenen op het waarschuwingssignaal (S1) weerspiegelde, en een late CNV die optrad vlak voor het reactiesignaal (S2) en vermoedelijk een teken was van motorische preparatie. Deze vroege en late golven zijn het het duidelijkst van elkaar te omderscheiden bij een S1-S2 interval van enkele seconden. De late CNV vertoont veel gelijkenis met de zogeheten readiness potential (RP), (soms ook [Bereitschaftspotential] (BP) genoemd), een ERP component die aan motorische preparatie is gekoppeld. In reactietaken hebben de late CNV, RP (BP) de grootste amplitude op de schedel boven de gyrus praecentralis, dus direct boven de primaire motorische schors. Zij zijn doorgaans ook groter op locaties van de schedel contralateraal ten opzichte van de hand waarmee de reactie wordt uitgevoerd (dus linkerhand: rechterschedel meer negatief, en rechterhand: linkerschedel meer negatief). Ook dit bevestigt het motorische karakter van deze potentialen.

## Referentie
- Walter, W.G, Cooper, R., Aldridge, V.J., McCallum, W.C. & Winter, A.A.L.. (1964) Contingent negative variation: An electrical sign of sensorimotor association and expectancy in the human brain. Nature 203, 380-384